# Activités politiques des frères Koch
Les activités politiques des frères Koch concernent les influences politique et financière de Charles G. et de David H. Koch sur la politique aux États-Unis. Cette influence transparaît tant directement qu'indirectement au travers des multiples organisations politiques que soutiennent les frères Koch,,. Les frères Koch sont les fils de Fred C. Koch (en). Fred C. Koch, fondateur des Koch Industries, la deuxième plus grande entreprise privée des États-Unis, qu'ils détiennent à 84 %. Les deux frères sont aussi les principaux contributeurs des fondations de la famille Koch, qui servent leurs intérêts en matière environnementale et politique.
Les deux frères ont significativement contribué à financer des laboratoires d'idées libertariens et conservateurs. Leur réseau d'organisations a dépensé près de 889 millions de dollars entre 2009 et 2016 et il est considéré par Politico comme le principal rival du comité national républicain. Ils supportent activement des organisations qui soutiennent des candidats républicains, et en particulier ceux qui luttent pour la réduction de l'importance de l'État, la réduction des dépenses publiques, notamment en matière de santé avec la sécurité sociale. Dotés d'une fortune basée sur les énergies fossiles, ils sont également de fervents supporters des organisations et scientifiques notables capables de légitimer le climatoscepticisme, afin de pouvoir prolonger leurs activités d'extraction pétrolière avec la Koch Industries. Jusque 2010, ils ont également donné environ 100 millions de dollars à des dizaines d'organisations promouvant le libéralisme économique et la dérégulation des marchés.
Les frères Koch sont également omniprésents directement dans la politique américaine. Ainsi en 2013, plus de la moitié des membres du Sénat et de la Chambre des représentants ont reçu de l'argent de la part d'un ou des deux frères.
Après l'élection de Donald Trump, pour les élections de mi-mandat pour le congrès, les frères Koch se sont engagés début 2018 à donner 400 millions de dollars pour soutenir les républicains conservateurs.

## Contexte

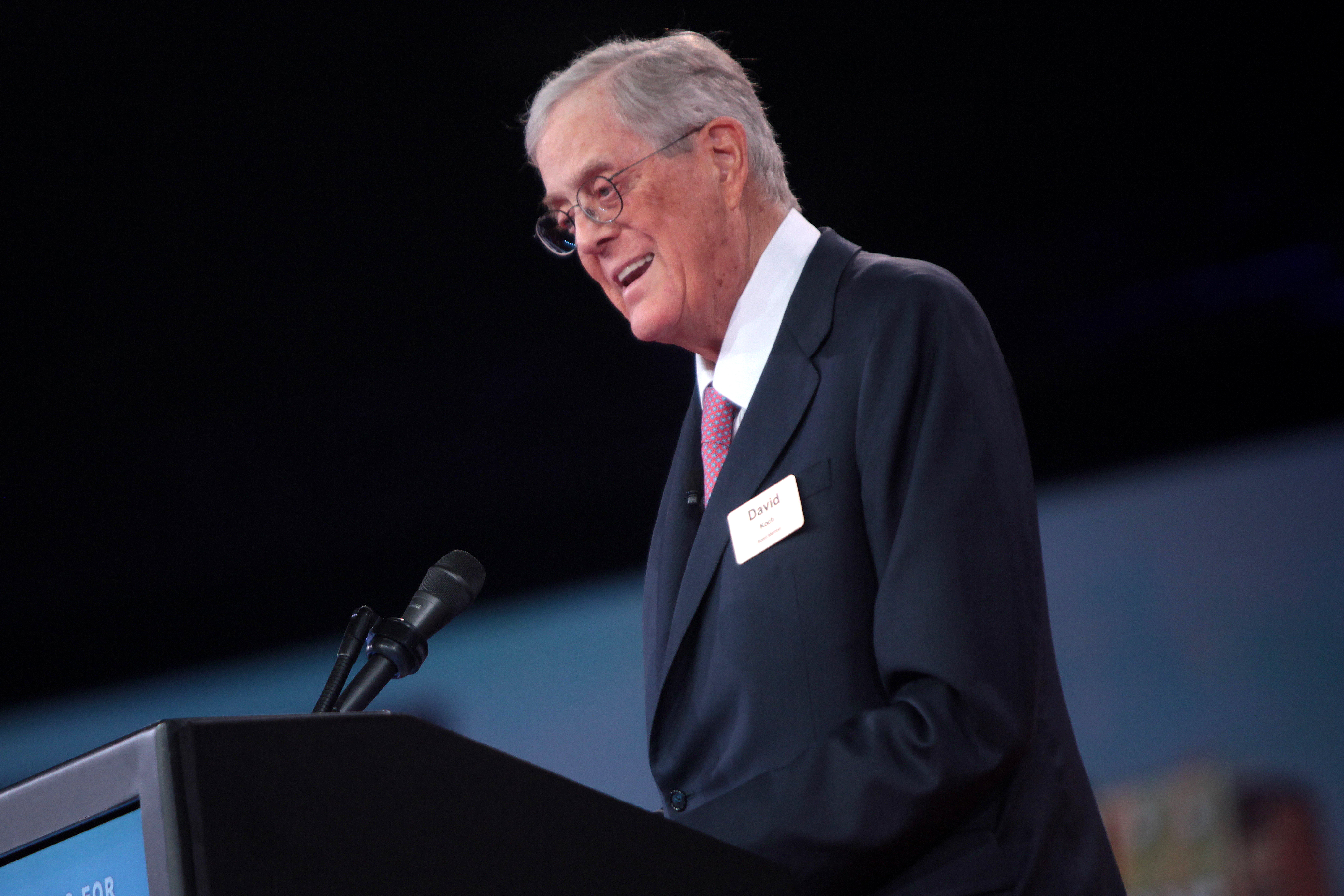
David Koch

L'expression « frères Koch » se réfère généralement aux fils de Fred C. Koch,,,. Les deux frères les plus actifs sont Charles Koch and David H. Koch qui ont racheté les parts de leurs frères Frederick et Bill en 1983.
David H. Koch fut le vice-président du ticket du parti libertarien en 1980, aux côtés de Ed Clark. Ils soutenait la suppression de la sécurité sociale, du FBI et de la CIA, ainsi que des écoles publiques,. Koch a sorti un demi-million de dollars de sa poche pour cette campagne, alors que lui et Ed Clark n'ont fait qu'1,1% durant l'élection. L'expérience des présidentielles de David Koch a convaincu les frères de ne pas se lancer dans une carrière politique, mais à la place, d'user de leur fortune pour arriver à véhiculer leurs idées et leurs volontés.
David Koch soutenait le mariage gay ainsi que le retrait des troupes militaires du Moyen-Orient. Il était aussi partisan d'une coupe budgétaire dans la défense et une augmentation des taxes pour rééquilibrer le budget.
Désirant maintenir leur anonymat, Charles et David donnent à des groupes à but non lucratif qui ne révèlent pas l'identité de leurs donneurs.
Charles Koch soutient et finance des organisations promouvant les idées libertariennes et d'économie de marché libre, comme l'Institut Cato,qu'il a cofondé avec Edward H. Crane et Murray Rothbard en 1997, et il est membre du comité de direction du Mercatus Center, un laboratoire d'idées d'orientation de marché. Charles Koch a soutenu son frère dans sa candidature à la vice-présidence en 1980. Après cet échec, Charles affirme que la politique conventionnelle est un « marché corrompu » et qu'il « souhaite faire avancer les idées libertariennes ». En plus des organisations, les frères Koch soutiennent et financent des universitaires libertariens, ainsi depuis 1992, el Charles G. Koch Summer Fellow Program soutien et favorise la réussite de jeunes libertariens.
Les deux frères promeuvent leur idéal d'un marché libre, en soutenant la liberté économique, et en la considérant comme essentielle pour le bien-être de la société.

## Activité politique
La société Koch Industries se dit elle-même porteuse des valeurs de l'économie de marché et d'une société libre, et supportant ceux qui font de même.
En 2014, Charles Koch écrit au Wall Street Journal qu'il souhaite restaurer les « principes d'une société libre ». Il décrit ses opposants comme des « collectivistes »,.

### Contributions politiques
En 2008, les trois principales fondations de la famille Koch ont financé 34 organisations politiques, dont trois que la famille a fondées, et plusieurs qu'ils dirigent. En 2011, le comité d'action politique de l'entreprise familiale, Koch Industries, a donné près de 2,6 millions de dollars à des candidats aux élections présidentielles américaines. Les frères Koch supportent principalement des candidats républicains. En 2010, ils soutiennent la proposition 23 en Californie qui visait la suspension du « Global Warming Solutions Act » de 2006,,,. Les deux frères ont donné près de 60 millions de dollars pour les élections présidentielles de 2012 en vue de faire perdre Barack Obama,. Selon le Center for Responsive Politics, sur les 274 millions de dollars de dons anonymes, au moins 86 millions peuvent être « attribués à des groupes de donateurs du réseau de la famille Koch »,.

#### Aide financière au gouverneur Scott Walker
Selon Mother Jones, le comité d'action politique (PAC) de Koch Industries est le deuxième financeur de la campagne électorale de Scott Walker pour l'élection du gouverneur du Wisconsin en 2010,. Cette contribution ne représente cependant qu'un demi pour cent de la campagne de Walker,. La plupart du soutien de Walker vient en réalité d'un financement de près de 3 millions de dollars de la part de Americans for Prosperity, groupe de défense d'intérêts sous la houlette des frères Koch. Selon le Palm Beach Post, AFP ont dépensé près de 700 000 dollars pour la communication de Scott Walker dans sa position contre la négociation collective,.

#### Mitt Romney
En juillet 2012, David H. Koch a organisé un dîner de charité à 50 000 dollars le repas pour la campagne des élections présidentielles de 2012 de Mitt Romney au sein du parti républicain, suscitant protestations et opposition dans le camp libéral et progressiste,,,. Les industries Koch ont par ailleurs cité ces protestations comme un exemple de l'hypocrisie libérale. William Koch, frère de Charles et David, a donné un million de dollar à l'association Restore Our Future, un super-PAC soutenant Mitt Romney. Durant les primaires présidentielles du Parti républicain américain de 2008, David Koch a donné 2 300 dollars [somme non présente dans la source référencée 19] à Romney.

#### Élections de 2016
Un groupe associé aux Koch ont annoncé la levée de 889 millions de dollars pour les élections présidentielles américaines de 2016,,.
Pendant l’élection américaine de 2016, Charles Koch a comparé le choix de la candidature entre Donald Trump et Hillary Clinton à un « cancer ou une crise cardiaque ». Le réseau de donateurs des frères Koch a dépensé d’importantes sommes d’argent lors des élections présidentielles américaines de 2016, principalement pour empêcher l’élection de Donald Trump. Ce sont les sénateurs Marco Rubio de Floride et Rand Paul du Kentucky qui ont bénéficié de l’appui des frères Koch durant la campagne. Malgré l’opposition des frères Koch à l’élection de Donald Trump, plusieurs milliardaires du réseau de Koch tels que Robert Mercer, Joe Craft et Doug Deason ont soutenu Trump. Ceux-ci appuient les coupures de taxes gouvernementales et s’opposent aux régulations environnementales. En février 2017, c’est grâce à la bonne relation entre Mike Pence et la famille Koch que le cabinet de Trump développe des liens serrés avec les frères Koch. Une partie des nommés de son cabinet ont des antécédents professionnels avec le réseau de Charles et David Koch.
Ainsi, Marc Short, l’ancien président de Freedom Partners, une organisation liée aux frères Koch, devient assistant du président des affaires législatives à la Maison-Blanche. Scott Pruitt est lié aux frères Koch en raison de son opposition aux règlementations environnementales favorables aux corporations. Pruitt a été nommé directeur de l'Environmental Protection Agency. Don McGahn, un ancien avocat pour Freedom Partners, est devenu conseiller à la Maison-Blanche. Betsy DeVos est également un ancien membre important du réseau de donateurs de Koch, et elle a été nommée secrétaire de l'éducation. Mike Pompeo était l’ancien représentant du comté de Wichita au Kansas, la ville natale des frères Koch. Celui-ci est nommé Directeur de la CIA. Par conséquent, environ 70% des nommés aux postes haut placés à la Maison-Blanche ont des liens professionnels avec le réseau des frères Koch.

### Élections de 2018 (de mi-mandat)
En 2018 une certaine résistance se construit face aux républicains et face au déni de la science promu par  l'administration Trump, par exemple avec 314 Action qui plaide pour l'arrivée au congrès de scientifiques pour les élections de mi-mandat pour le congrès. Pour soutenir la vague conservatrice qui a porté Trump à la tête de l'Etat, les frères Koch se sont engagés début 2018 à donner 400 millions de dollars aux républicains conservateurs.
Le président Trump a répondu aux souhaits des frères Koch en réduisant les impôts, en poussant la déréglementation (dont en nommant Scott Pruitt à l'EPA) et en nommant des juges conservateurs et en freinant la lutte contre les émissions de carbone et le réchauffement climatique, mais Charles G. Koch a trouvé que le président Trump allait néanmoins trop loin sur les thèmes de l'immigration et du protectionnisme commercial des Etats-unis (qu'il juge « préjudiciable » aux intérêts américains), ce qui a suscité une querelle publique avec M. Trump et les candidats qui se rangent à ses côtés. Fin juillet 2018, Donald Trump a riposté en attaquant M. Koch mais aussi son frère malade et partenaire d'affaires, David (qui venait de quitter l'entreprise familiale et de démissionner de son poste de président d'Americans for Prosperity) ; et en qualifiant le puissant réseau politique qu'ils ont fondé de « totalement surestimé » et « une blague totale dans les vrais cercles républicains », ajoutant qu'il n'avait « jamais demandé » leur soutien car n'ayant « pas besoin de leur argent ni de leurs mauvaises idées ».

### Les efforts contre le PATRIOT Act
Les frères Koch ont donné chacun 10 millions de dollars à l'Union américaine pour les libertés civiles (ACLU) pour s'opposer à l'administration Bush et au PATRIOT Act. Selon le magazine Reason, ces 20 millions de dollars correspondent « substantiellement à plus ce que les Koch ont donné pour tous les candidats combinés durant ces quinze dernières années »,.

### Influence envers les médias
Étant donné l’ampleur des actifs des frères Koch ainsi que du poids de leurs entreprises, l’influence de ceux-ci s’étend aux médias d’information. En effet, par le biais des médias de masse, les frères milliardaires tentent d’inculquer au peuple leurs valeurs libertariennes. Cette propagande a pour but d’inciter les citoyens à élire au pouvoir un gouvernement dont les idées sont semblables à celles prônées par les deux frères aidant à la prospérité de leurs activités professionnelles.

En 2013, on apprenait que la Koch Industries s’était montrée intéressée à acquérir les journaux du géant américain The Tribune Company, qui possède certains des plus gros journaux éditoriaux des États-Unis. Ayant finalement quitté la course au géant des médias, les frères ont tout de même avoué leurs intérêts envers l’acquisition de médias. De plus, selon le New York Times, l’achat de grands médias de masse par les frères Koch leur permettrait de faire la promotion des politiques libérales. Certains craignent que les journaux contrôlés par les deux milliardaires deviennent partisans et que leur propagande prenne de l’ampleur.
D’autre part, les frères Koch investissent d’importantes sommes d’argent lors des campagnes médiatiques qui touchent aux sujets qui leur sont chers. Par exemple, ce sont ces derniers qui ont financé la grande campagne contre la réforme de l'assurance santé de l’ancien président américain Barack Obama. Certains croient à l’idée que ce mouvement inspiré du Tea Party a été créé en grande partie par des membres de l’élite politique : « Les médias et les hommes politiques pointent du doigt le rôle de milliardaires américains, en particulier les frères Koch qui déversent des millions de dollars pour porter haut le flambeau du conservatisme.» Les frères, qui prônent la liberté individuelle ainsi qu’une diminution du rôle de l’État, n’ont pas apprécié que « l’État joue au docteur » et se mêle des services de santé offerts au peuple. Bref, Charles et David Koch tentent de transmettre leurs idées politiques à la grande population et se servent de leur influence pour effectuer de la propagande via les médias de masse.

## Organisations

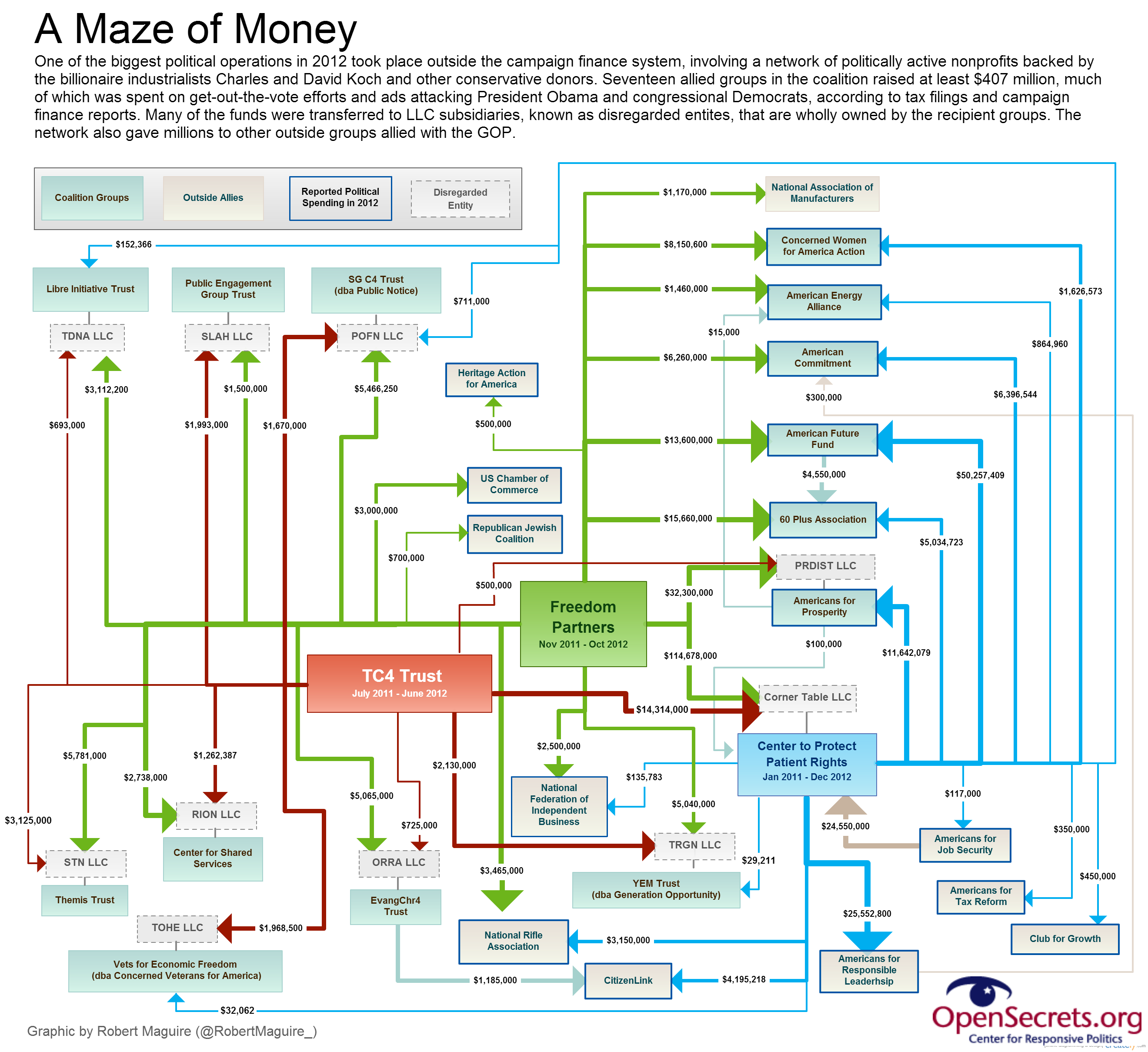
Le réseau des frères Koch.

### Impact
Une étude de 1997 du Comité national de la philanthropie (NCRP) a identifié douze fondations américaines qui ont eu une influence clé dans la politique publique américaine depuis les années 1960. Parmi elles, trois étaient de la famille Koch.

### Groupes de réflexion et organisations politiques
Charles et David Koch sont à l'origine du développement de nombre d'organisations organisant la vie politique américaine. Ils sont des acteurs fondateurs du Cato Institute et de la société fédéraliste, et sont membres et donateurs du Mercatus Center, de l'Institut pour les études humaines, de l'Institut pour la justice, de l'Institut pour la recherche énergétique, de l'Heritage Foundation, de l'Institut de Manhattan, de la Reason Foundation, de l'institut George C. Marshall, de l'Institut de l'entreprise américaine, et de l'institut Fraser,. Ils font partie des directoires de nombre de ces instituts et organisations comme l'Institut Cato, la Reason Foundation ou l'Institut Aspen. En 2011-2012, durant la période électorale, le réseau d'organisations soutenues par les frères Koch a soulevé plus de 400 millions de dollars.
Le Cato Institute, en outre dirigé par les frères Charles et David Koch, est une organisation défendant les libertés individuelles, un gouvernement ayant un pouvoir d’intervention réduit, les libertés économiques et la paix. De plus, les membres de ce groupe de pression prônent l’abolition du salaire minimum, la suppression de l'État-providence et des barrières douanières, une faible régulation du marché et d’autres mesures visant à optimiser la liberté économique des individus et le droit à la propriété privée.
Outre leur forte influence au sein de l’Institut Cato, les frères Koch ont appuyé d’innombrables groupes d’études et de défense d’intérêts néolibéraux à partir de la « Charles Koch Foundation » et la « David H. Koch Charitable Foundation », appartenant respectivement à Charles Koch et David Koch. Parmi les organisations exerçant un pouvoir politique qui sont appuyées par les deux frères entrepreneurs, il y a entre autres l’« Americans for Prosperity ». Cette organisation ayant une forte influence sur la scène politique américaine partage la même vision économique et sociale des frères Koch basée sur le néolibéralisme. Ses objectifs politiques se résument ainsi : « We protect the American Dream by fighting each day for lower taxes, less government regulation and economic prosperity for all. » Ce groupe activiste vise à recruter, éduquer et mobiliser les citoyens pour appuyer l’idée d’une société où plus de libertés sont possibles. Cela s’effectue particulièrement au niveau économique par la mise en place d’un marché financier sans régulations de la part du gouvernement. Cette organisation a grandement pris de l’ampleur lorsqu’elle a participé à l’émergence du mouvement du Tea Party à la suite de l’investiture de Barack Obama. En effet, celle-ci a financé le mouvement dans le but de faire valoir la position des membres qui s’opposent à un gouvernement centralisé, l’adoption de certains programmes sociaux et en majorité contre l’immigration et l’avortement.

### Americans for Prosperity
Americans for Prosperity (AFP), fondée en 2004, est un groupe de défense d'intérêts, libertarien et conservateur des États-Unis (libertarianisme conservateur). Son logo reprend le flambeau de la statue de la Liberté.

## Annexe